# Talk Is Cheap
Talk Is Cheap – debiutancki album solowy gitarzysty Keitha Richardsa członka The Rolling Stones. Wydawnictwo ukazało się 3 października 1988 roku nakładem wytwórni muzycznej Virgin Records.
Płyta dotarła do 24. miejsca listy Billboard 200 w Stanach Zjednoczonych.

## Lista utworów
Opracowano na podstawie materiału źródłowego.
Muzyka i słowa: Keith Richards i Steve Jordan.
1. "Big Enough" – 3:17
2. "Take It So Hard" – 3:11
3. "Struggle" – 4:10
4. "I Could Have Stood You Up" – 3:12
5. "Make No Mistake" – 4:53
6. "You Don't Move Me" – 4:48
7. "How I Wish" – 3:32
8. "Rockawhile" – 4:38
9. "Whip It Up" – 4:01
10. "Locked Away" – 5:48
11. "It Means a Lot" – 5:22

## Twórcy
Opracowano na podstawie materiału źródłowego.
| - Keith Richards – wokal prowadzący, gitara, produkcja muzyczna - Sarah Dash – wokal wspierający, duet wokalny (utwór 5) - Charley Drayton – gitara basowa - Steve Jordan – perkusja, instrumenty klawiszowe, wokal wspierający, produkcja muzyczna - Ivan Neville – pianino, instrumenty perkusyjne - Patti Scialfa – wokal wspierający - Waddy Wachtel – gitara akustyczna, gitara elektryczna, gitara slide - Bootsy Collins – gitara basowa (utwór 1) - Michael Doucet – skrzypce (utwór 10) - Stanley "Buckwheat" Dural – akordeon (utwory 6, 8, 10) - Johnny Johnson – pianino (utwór 4) - Bobby Keys – saksofon tenorowy (utwory 4, 9) - Chuck Leavell – organy (utwór 4) - Maceo Parker – saksofon altowy (utwór 1) - Joey Spampinato – gitara basowa (utwory 4, 8) - Mick Taylor – gitara (utwór 4) - Bernie Worrell – organy (utwory 1, 6), klawinet (utwory 5, 8) | - Ben Cauley – róg - Jack Hale – róg - Jimmi Kinnard – róg - Andrew Love – róg - James Mitchell – róg - Willie Mitchell – róg - Gary Topper – róg - Robert Berry – inżynieria dźwięku - David Dorn – inżynieria dźwięku - Richard Ealey – inżynieria dźwięku - Joe Ferla – inżynieria dźwięku - David Kennedy – inżynieria dźwięku - Paul Milner – inżynieria dźwięku - Julio Pena – inżynieria dźwięku - Roger Talkov – inżynieria dźwięku - Joe Blaney – miksowanie, inżynieria dźwięku - Don Smith – miksowanie, inżynieria dźwięku - Greg Calbi – mastering |